# Sultan ibn Saif II.
Sultan ibn Saif II. (arabisch سلطان بن سيف المقبالي, DMG Sulṭān b. Saif al-Muqbālī; † 1718) war Imam von Oman von 1711 bis 1718.
Sultan ibn Saif II. trat die Nachfolge seines Vaters Saif ibn Sultan I. (1692–1711) an. Er stellte zunächst die omanischen Angriffe auf die britische und holländische Handelsschifffahrt ein, die unter seinem Vater eingesetzt hatten. Damit sollten Gegenangriffe Britanniens und Hollands auf den omanischen Handel vermieden werden. Oman griff in der Folgezeit nur noch die portugiesische und persische Schifffahrt an. 
Unter Saif II. begannen die Spannungen zwischen den Stämmen der Azd und Nizariy, die sich in der Folgezeit in die Fraktionen der Hinawiy und Ghafiry aufspalteten. Diese neuen Gruppierungen sollten in der Folgezeit bei den dynastischen Machtkämpfen eine große Rolle spielen. Sultan ibn Saif II. starb 1718 in seiner neu errichteten Residenz al-Hazm. Unter seinem minderjährigen Nachfolger Saif ibn Sultan II. (1718–1743) brach erneut ein Bürgerkrieg aus und führte zum Untergang der Yaruba-Dynastie.